# 南滿洲鐵道附屬地
南滿洲鐵道附屬地（日语：／）簡稱滿鐵附屬地（／），是20世紀前半期南滿洲鐵道在南滿鐵路兩側寬16.7米至3000米不等的所有地，总面积达524.34平方公里。
滿鐵對這些土地不僅擁有所有權，也有行政權。

## 背景
俄罗斯帝国东清铁路的附属地有约20%的面积用于修建铁路和附属设施，其余部分未作规划和开发，而是出售或出租给各国商民以获取利益。每年的长、短期地租获利超过一百万卢布。日俄战争爆发时，仅大连市区有成规模的规划，大部分东清铁路的附属地都没有市街的规划和建设，只在车站附近有少量无序的建筑物，基本没有道路、上下水等基础设施。:137

## 歷史
1905年大日本帝國在日俄战争中獲勝，根據《樸茨茅斯条約》獲得了俄羅斯帝國的東清鐵道南滿洲支線，同時也繼承了鐵路附屬地制度。
1931年9月18日九一八事變之后，满铁在其附属地内的行政职能以及各种政治活动被逐渐削弱，其业务被置于关东军司令部的监管之下。满洲国建立後，原由滿鐵經營之學校、醫院、大學改由滿洲國國家經營。满洲重工业开发株式会社取代滿鐵地位，滿鐵職責受到限縮。
1932年8月7日，關東軍司令官本繁與滿國務總理鄭孝胥簽訂《滿洲國鐵路、港灣、航路、航空及新線修建管理協定》，規定：「滿洲國將鐵路、港灣、水路經營及敷設委托於滿鐵。」滿鐵獲得除中蘇合辦之中東鐵路（滿洲里至綏芬河）以外之東北所有鐵路之經營權。
1937年1月27日，南滿鐵道株式會社與日華北駐屯軍商定開發華北經濟五年計劃。11月5日，《日满条约》签订，撤销治外法权和移交满铁附属地行政权，满铁附属地归并入满洲国管辖。但滿鐵仍然擁有土地所有權。
1942年，满铁总部由大连迁往新京。
1945年8月15日日本投降之後，满洲国失去所有管辖权，而南滿洲鐵道株式會社亦停止運作，其资产大多被苏联红军接收并拆运回国。满铁资产清算工作直至1957年才最后结束。

## 概况
满铁附属地包括铁道沿线和附近的城镇、厂矿等区域。满铁本线的附属地最窄处有43米，最宽处有427米；安奉线的附属地最窄处有17米，最宽处有36米。:87俄罗斯在修建东清铁路南满部分时为了控制成本，线路都与已有的城镇保持一定距离。而奉天、宽城子等地在日俄战争之前已经有大清政府设立的商埠地，供各国人商贸之用。:108

## 行政
附属地的最高行政机构就是社址在關東州的满铁总社。满铁总社设有地方部:86,87，统管整个附属地的政治、经济和文化教育等。总社在附属地内又下设许多出张所、事务所。由于附属地的铁路贯穿长春、四平、开原、铁岭、沈阳、辽阳、鞍山、营口、盖平、瓦房店、抚顺、本溪、丹东等十余个大城市。而这些城市都是各地区的政治、经济和文化中心。
满铁附属地原指大连至长春704.3公里、奉天至安东260.2公里、旅顺线50.8公里、营口线22.4公里、抚顺线52.9公里，以及甘井子、浑河、榆树以及与这两条干线相连接的铁路支线的铁路用地，全长1129.1公里，占地面积1908年为182.76平方公里，到1936年扩大到524.34平方公里，包括许多城镇、市街用地及矿区。
九一八事变前，日本通过满铁附属地来控制着满洲大部分地区的经济命脉。1937年，满铁附属地的行政权移交给满洲国，但满铁拥有土地的所有权。满铁在其附属地内的行政职能以及各种政治活动被逐渐削弱，其业务被置于关东军司令部的监管之下。
滿鐵於1907年制定了《南滿洲鐵路股份有限公司附屬土地居民條例》。規定附屬土地的居民有義務繳納事實上的稅款，稱為「公費」，包括「家庭稅（相當於所得稅和公司稅）」和「混合稅（各種業務活動的營業稅）」。這比日本本土的稅收要低得多，但是即使如此，拖欠費用的人也可能會被要求搬離滿鐵附屬地。
附屬地分為「公費賦課區」和「中間區」，人口多而又富裕的地區作為「公費賦課區」收取公費，人口少而無法承擔公共費用的地區被指定為「中間區」，不收取任何公共資金。滿鐵在主要的公費賦課區設立了「地方事務所」。 同時設立了「地方委員會」作為地方事務所的諮詢機構。從1922年起舉行地方委員會委員選舉，賦予所有繳納家庭稅的居民和25歲及以上的男性投票權，換句話說，只要承擔家庭稅，未成年人和婦女均可享有投票權。

## 建設
1907年满铁在总务部土木课设立建筑系，负责房屋建筑及修理相关事项。1914年升格为建筑课。至1922年，建筑课已为南满铁路和安奉铁路沿线104座大中小城市进行了规划。1923年，满铁经营状况收到第一次世界大战余波影响而恶化，满铁建筑课规模大幅度缩小，满铁开始通过委托民间建筑事务所实施建设活动。
1933年，满铁成立铁道总局，下设铁道建设局，负责满洲国铁路建设；同时设立铁道总局工务处工务科建筑系、铁道建设局计画课建筑系，专门负责铁路建筑设计监理。1936年，二者被改组为铁道总局工务局建筑课和铁道总局建设局计画课建筑系。1937年，满铁改制为专营铁路的机构，因此废除地方部并解散工事课，所属技术人员移籍到铁道总局建筑课、大连工事事务所及满铁其他分公司。

### 工業建設
为了加快对南滿鐵路的改造，于1908年在大连建立了沙河口铁路工厂，至1911年已初具规模，建成了占地面积达27万坪的大工厂。由此，也相继带动了瓦斯、电气、码头、煤矿等各种机械设备制造业和加工业的建立及产业的发展。大连港码头及防波堤的建设和改造使之年吞吐量达700万吨货物；安东港修筑岸坡，并在安奉鐵路和鸭绿江架桥直通日据朝鲜；在营口港修筑岸壁4000尺。

### 城市建设

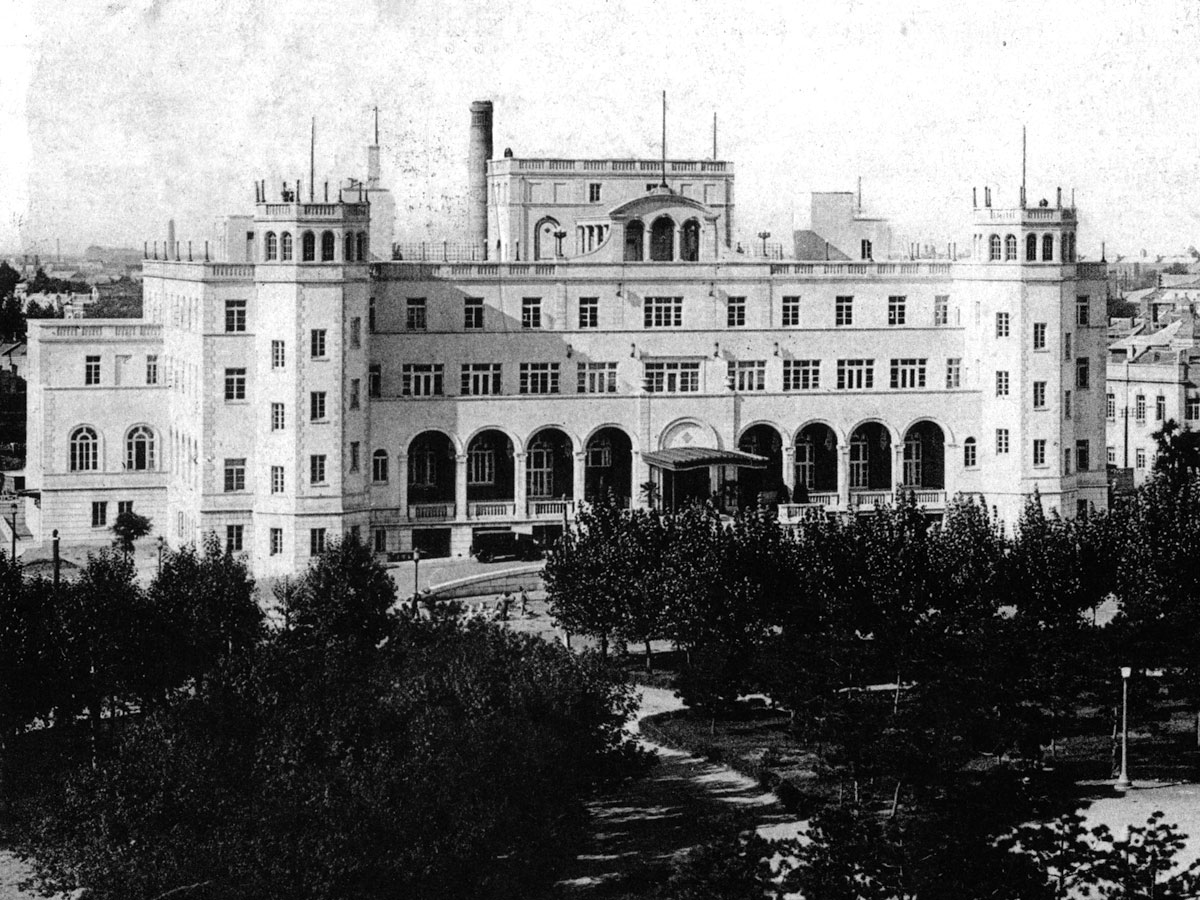
满铁奉天大和旅馆

以满铁附属地中心作为当地行政机构，除奉天外在東北其他9个城市都设置了事务所，沿线大小约30个城市，相继建有日本小学、中国公学堂等教育设施，及公园、图书馆、医院和文化卫生机构，投资经营电气事业、市场公司、报社、交易所等，逐步建立和完善城市功能。满铁在附属地的主要城市建设包括：车站站房及其他交通机关建筑，满铁经营的旅馆、医院、邮局等公共设施，满铁社员家属及驻军家属住宅，满足日侨生活需要的文化教育设施、工商业建筑，以及佛教寺庙、神道教神社等宗教建筑。